# Front Unit Patriòtic Democràtic Etíop
Front Unit Patriòtic Democràtic Etíop/Ethiopian Democratic Patriotic United Front (EDPUF) fou un moviment opositor d'Etiòpia format el 1997.
El 1996 el Moviment d'Alliberament Popular de Benishangul (MAPB) i el Front Patriòtic Kafegn van constituir el Front Unit Etíop/Ethiopian United Front (EUF) amb suport del Sudan; una facció del MAPB es va distanciar d'aquest acord i es va aliar al govern mentre la resta, format gairebé només per guerrillers de religió musulmana, seguia les instruccions de Hasan al-Turabi. La unió es va ampliar a set forces l'abril de 1997, totes amhares i cristianes excepte la facció del Moviment d'Alliberament Popular de Benishangul formada per musulmans:
- Front Unit Etíop/Ethiopian Unity Front
  - Moviment d'Alliberament Popular de Benishangul/Benishangul People's Liberation Movement
  - Front Patriòtic Kafegn/Kafegn Patriotic Front
- Partit de la Pàtria i Democràtic Etíop/Ethiopian Democratic Motherland Party
- Organització d'Unificació dels Pobles d'Etiòpia/Ethiopian People's Unifying Organization
- Moviment Democràtic d'Unitat Etíop/Ethiopian Unity Democratic Movement
- Partit Mehdin

Va tenir molt escassa activitat després de 1998.